# 同州
同州（どうしゅう）は、中国にかつて存在した州。南北朝時代から清代にかけて、現在の陝西省渭南市一帯に設置された。

## 魏晋南北朝時代
北魏により設置された華州を前身とする。554年（廃帝3年）、西魏により華州は同州と改称された。

## 隋代
隋初には、同州は3郡7県を管轄した。583年（開皇3年）、隋が郡制を廃すると、同州の属郡は廃止された。606年（大業2年）、華州が廃止され、同州に統合された。607年（大業3年）に州が廃止されて郡が置かれると、同州は馮翊郡と改称され、下部に8県を管轄した。隋代の行政区分に関しては下表を参照。
| 州 | 同州          | 同州          | 同州                 | 華州          | 郡 | 馮翊郡                                                  |
| 郡 | 武郷郡        | 澄城郡        | 白水郡               | 延寿郡        | 県 | 馮翊県 朝邑県 澄城県 郃陽県 蒲城県 白水県 下邽県 韓城県 |
| 県 | 武郷県 朝邑県 | 澄城県 郃陽県 | 蒲城県 白水県 姚谷県 | 下邽県 蓮勺県 | 県 | 馮翊県 朝邑県 澄城県 郃陽県 蒲城県 白水県 下邽県 韓城県 |

## 唐代
618年（武徳元年）、唐により馮翊郡は同州と改められた。742年（天宝元年）、同州は馮翊郡と改称された。758年（乾元元年）、馮翊郡は同州の称にもどされた。同州は関内道に属し、同州は馮翊・朝邑・白水・郃陽・夏陽・澄城・韓城の7県を管轄した。

## 宋代
北宋のとき、同州は永興軍路に属し、馮翊・朝邑・白水・郃陽・澄城・韓城の6県と沙苑監を管轄した。
金のとき、同州は京兆府路に属し、馮翊・朝邑・白水・郃陽・澄城・韓城の6県と沙苑・并臨・朝邑・新市・延祥・洿谷・夏陽・寺前・良輔の9鎮を管轄した。

## 元代
元のとき、同州は奉元路に属し、朝邑・白水・郃陽・澄城・韓城の5県を管轄した。

## 明代以降
明のとき、同州は西安府に属し、朝邑・白水・郃陽・澄城・韓城の5県を管轄した。
1725年（雍正3年）、清により同州は直隷州に昇格した。1735年（雍正13年）、同州直隷州は同州府に昇格した。同州府は陝西省に属し、大茘・朝邑・白水・郃陽・澄城・韓城・華陰・蒲城・華州・潼関庁の1庁1州8県を管轄した。
1913年、中華民国により同州府は廃止された。